# Амір Ррахмані
Амір Ррахмані (алб. Amir Rrahmani, нар. 24 лютого 1994, Приштина) — косовський та албанський футболіст, центральний захисник «Наполі» і національної збірної Косова.

## Клубна кар'єра
Народився 24 лютого 1994 року в місті Приштина. Вихованець футбольної школи клубу «Дреніца». Дорослу футбольну кар'єру розпочав 2011 року в основній команді того ж клубу, що виступала в косовській Суперлізі.
Своєю грою за цю команду привернув увагу представників тренерського штабу албанського «Партизані», до складу якого приєднався влітку 2013 року на правах вільного агента. Відіграв за команду з Тирани наступні два сезони своєї ігрової кар'єри. Більшість часу, проведеного у складі «Партизані», був основним гравцем захисту команди.
5 червня 2015 року уклав контракт з хорватським «Сплітом», у складі якого провів наступний рік своєї кар'єри гравця. Граючи у складі «Спліта» також здебільшого виходив на поле в основному складі команди.
30 серпня 2016 року Ррахмані перейшов в «Динамо» (Загреб), проте відразу був відданий в оренду в інший столичний клуб «Локомотива». Відігравши за загребських «локомотивів» майже повністю сезон 2016/17, повернувся до «Динамо», за яке протягом наступних двох років взяв участь у 57 іграх в усіх турнірах.
Влітку 2019 року гравець перейшов до італійської «Верони», з якою уклав чотирирічний контракт. Трансферна сума склала орієнтовно 2 мільйони євро.
А вже за півроку веронський клуб, у складі якого Ррахмані відразу ж став основним гравцем у центрі захисту, виручив за гравця орієнтовні 14 мільйонів євро, які погодився сплатити «Наполі». При цьому сезон 2019/20 косовар дограв у складі «Верони» на умовах оренди і приєднався до неаполітанців у серпні 2020.

## Виступи за збірні
Незважаючи на те, що Амір народився в Косово, 4 червня 2013 року він отримав гормадянство Албанії і того ж року дебютував у складі юнацької збірної Албанії. Також протягом 2013—2016 років залучався до складу молодіжної збірної Албанії і певний час був її капітаном. Всього на молодіжному рівні зіграв у 12 офіційних матчах, забив 1 гол.
25 травня 2014 року Амір Ррахмані дебютував за збірну Косова у товариському матчі проти збірної Сенегалу, вийшовши у стартовому складі. Але вже через два тижні після цієї гри Ррахмані дебютував за збірну Албанії, замінивши на 82-й хвилині товариського матчу проти Сан-Марино захисника Елсеїда Хисая, а наступного року у складі албанської команди зіграв проти рідного Косова (2:2), в якому навіть забив гол.
Проте 2016 року Ррахмані повернувся до національної збірної Косова, яка була визнана УЄФА і 5 вересня у матчі відбору до чемпіонату світу 2018 року проти збірної Фінляндії (1:1) вийшов в основному складі, втративши можливість в подальшому представляти Албанію, оскільки зіграв за косоварів в офіційному нетовариському матчі. 
Відразу став ключовим виконавцем у косовській, а влітку 2019 року — її капітаном.

## Статистика виступів

### Статистика клубних виступів
Станом на 1 серпня 2020 року
| Сезон                       | Команда                     | Чемпіонат                   | Чемпіонат | Чемпіонат | Національний кубок | Національний кубок | Національний кубок | Континентальні кубки | Континентальні кубки | Континентальні кубки | Інші змагання | Інші змагання | Інші змагання | Усього | Усього |
| Сезон                       | Команда                     | Ліга                        | Ігор      | Голів     | Ліга               | Ігор               | Голів              | Ліга                 | Ігор                 | Голів                | Ліга          | Ігор          | Голів         | Ігор   | Голів  |
| --------------------------- | --------------------------- | --------------------------- | --------- | --------- | ------------------ | ------------------ | ------------------ | -------------------- | -------------------- | -------------------- | ------------- | ------------- | ------------- | ------ | ------ |
| 2013–14                     | «Партизані»                 | ЧА                          | 25        | 0         | КА                 | 4                  | 0                  | -                    | -                    | -                    | -             | -             | -             | 29     | 0      |
| 2014–15                     | «Партизані»                 | ЧА                          | 34        | 3         | КА                 | 3                  | 0                  | -                    | -                    | -                    | -             | -             | -             | 37     | 3      |
| Усього за «Партизані»       | Усього за «Партизані»       | Усього за «Партизані»       | 59        | 3         |                    | 7                  | 0                  |                      | -                    | -                    |               | -             | -             | 66     | 3      |
| 2015–16                     | «Спліт»                     | 1. ХФЛ                      | 34        | 1         | КХ                 | 0                  | 0                  | -                    | -                    | -                    | -             | -             | -             | 34     | 1      |
| лип.-серп. 2016             | «Спліт»                     | 1. ХФЛ                      | 7         | 0         | КХ                 | 0                  | 0                  | -                    | -                    | -                    | -             | -             | -             | 7      | 0      |
| Усього за «Спліт»           | Усього за «Спліт»           | Усього за «Спліт»           | 41        | 1         |                    | 0                  | 0                  |                      | -                    | -                    |               | -             | -             | 41     | 1      |
| 2016–17                     | «Локомотива»                | 1. ХФЛ                      | 28        | 1         | КХ                 | 3                  | 0                  | ЛЄ                   | -                    | -                    | -             | -             | -             | 31     | 1      |
| 2017–18                     | «Динамо» (Загреб)           | 1. ХФЛ                      | 25        | 1         | КХ                 | 4                  | 0                  | ЛЄ                   | 2                    | 0                    | -             | -             | -             | 31     | 1      |
| 2018–19                     | «Динамо» (Загреб)           | 1. ХФЛ                      | 15        | 3         | КХ                 | 4                  | 0                  | ЛЧ+ЛЄ                | 0+7                  | 0                    | -             | -             | -             | 26     | 3      |
| Усього за «Динамо» (Загреб) | Усього за «Динамо» (Загреб) | Усього за «Динамо» (Загреб) | 40        | 4         |                    | 8                  | 0                  |                      | 9                    | 0                    |               | -             | -             | 57     | 4      |
| 2019–20                     | «Верона»                    | A                           | 36        | 0         | КІ                 | 1                  | 0                  | -                    | -                    | -                    | -             | -             | -             | 37     | 0      |
| Усього за кар'єру           | Усього за кар'єру           | Усього за кар'єру           | 244       | 10        |                    | 19                 | 0                  |                      | 9                    | 0                    |               | -             | -             | 272    | 10     |

### Статистика виступів за збірну
Станом на 25 серпня 2019 року
| Дата       | Місто      | Господарі  | Результат | Гості   | Турнір           | Голи | Примітки |
| ---------- | ---------- | ---------- | --------- | ------- | ---------------- | ---- | -------- |
| 8-6-2014   | Серравалле | Сан-Марино | 0 – 3     | Албанія | товариський матч | -    | 82'      |
| 13-11-2015 | Приштина   | Косово     | 2 – 2     | Албанія | товариський матч | 1    | 84'      |
| Усього     |            | Матчів     | 2         |         | Голів            | 1    |          |

| Дата       | Місто               | Господарі         | Результат | Гості             | Турнір                               | Голи | Примітки |
| ---------- | ------------------- | ----------------- | --------- | ----------------- | ------------------------------------ | ---- | -------- |
| 5-9-2016   | Турку               | Фінляндія         | 1 – 1     | Косово            | Відбір до ЧС 2018                    | -    |          |
| 9-10-2016  | Краків              | Україна           | 3 – 0     | Косово            | Відбір до ЧС 2018                    | -    |          |
| 12-11-2016 | Анталія             | Туреччина         | 2 – 0     | Косово            | Відбір до ЧС 2018                    | -    |          |
| 24-3-2017  | Шкодер              | Косово            | 1 – 2     | Ісландія          | Відбір до ЧС 2018                    | -    |          |
| 11-6-2017  | Шкодер              | Косово            | 1 – 4     | Туреччина         | Відбір до ЧС 2018                    | 1    | 21'      |
| 2-9-2017   | Загреб              | Хорватія          | 1 – 0     | Косово            | Відбір до ЧС 2018                    | -    |          |
| 5-9-2017   | Шкодер              | Косово            | 0 – 1     | Фінляндія         | Відбір до ЧС 2018                    | -    |          |
| 6-10-2017  | Шкодер              | Косово            | 0 – 2     | Україна           | Відбір до ЧС 2018                    | -    |          |
| 9-10-2017  | Рейк'явік           | Ісландія          | 2 – 0     | Косово            | Відбір до ЧС 2018                    | -    |          |
| 13-11-2017 | Косовська Митровиця | Косово            | 4 – 3     | Латвія            | товариський матч                     | 1    | 82'      |
| 24-3-2018  | Франконвіль         | Косово            | 1 – 0     | Мадагаскар        | товариський матч                     | -    |          |
| 27-3-2018  | Франконвіль         | Косово            | 2 – 0     | Буркіна-Фасо      | товариський матч                     | -    |          |
| 29-5-2018  | Цюрих               | Албанія           | 0 – 3     | Косово            | товариський матч                     | -    |          |
| 8-9-2018   | Баку                | Азербайджан       | 0 – 0     | Косово            | Ліга націй УЄФА 2018-2019 - 1-й етап | -    |          |
| 10-9-2018  | Приштина            | Косово            | 2 – 0     | Фарерські острови | Ліга націй УЄФА 2018-2019 - 1-й етап | -    |          |
| 11-10-2018 | Приштина            | Косово            | 3 – 1     | Мальта            | Ліга націй УЄФА 2018-2019 - 1-й етап | -    |          |
| 14-10-2018 | Торсгавн            | Фарерські острови | 1 – 1     | Косово            | Ліга націй УЄФА 2018-2019 - 1-й етап | -    |          |
| 17-11-2018 | Та-Калі             | Мальта            | 0 – 5     | Косово            | Ліга націй УЄФА 2018-2019 - 1-й етап | -    |          |
| 20-11-2018 | Приштина            | Косово            | 4 – 0     | Азербайджан       | Ліга націй УЄФА 2018-2019 - 1-й етап | 1    |          |
| 21-3-2019  | Приштина            | Косово            | 2 – 2     | Данія             | товариський матч                     | 1    |          |
| 25-3-2019  | Приштина            | Косово            | 1 – 1     | Болгарія          | Відбір до ЧЄ 2020                    | -    |          |
| 7-6-2019   | Подгориця           | Чорногорія        | 1 – 1     | Косово            | Відбір до ЧЄ 2020                    | -    | кап. 82' |
| 10-6-2019  | Софія               | Болгарія          | 2 – 3     | Косово            | Відбір до ЧЄ 2020                    | -    | кап.     |
| 7-9-2019   | Приштина            | Косово            | 2 – 1     | Чехія             | Відбір до ЧЄ 2020                    | -    | кап.     |
| 10-9-2019  | Саутгемптон         | Англія            | 5 – 3     | Косово            | Відбір до ЧЄ 2020                    | -    | кап.     |
| 14-10-2019 | Приштина            | Косово            | 2 – 0     | Чорногорія        | Відбір до ЧЄ 2020                    | 1    | кап.     |
| 14-11-2019 | Плзень              | Чехія             | 2 – 1     | Косово            | Відбір до ЧЄ 2020                    | -    | кап.     |
| 17-11-2019 | Приштина            | Косово            | 0 – 4     | Англія            | Відбір до ЧЄ 2020                    | -    | кап.     |
| 3-9-2020   | Парма               | Молдова           | 1 – 1     | Косово            | Ліга націй УЄФА 2020-2021 - 1-й етап | -    | кап.     |
| 6-9-2020   | Приштина            | Косово            | 1 – 2     | Греція            | Ліга націй УЄФА 2020-2021 - 1-й етап | -    |          |
| Усього     |                     | Матчів            | 30        |                   | Голів                                | 5    |          |

## Титули і досягнення
- Чемпіон Італії (2):

«Наполі»: 2022-23, 2024-25
- Чемпіон Хорватії (2):

«Динамо»: 2017-18, 2018-19
- Володар Кубка Хорватії (1):

«Динамо»: 2017-18